# Ethan Embry

Ethan Philan Randall, mer känd som Ethan Embry, född 13 juni 1978 i Huntington Beach, Kalifornien, är en amerikansk skådespelare. 

## Biografi
Embry är son till Karen och Charles Randall och han är bror till Aaron och Kessia Randall som också är skådespelare.
Den 14 november 1998 gifte han sig med Amelinda Smith och de har ett barn tillsammans. År 2002 skilde de sig. Den 17 juli 2005 gifte han sig med skådespelerskan Sunny Mabrey. Han har även varit förlovad med skådespelerskan Katharine Towne.
Embry har varit aktiv som skådespelare sen han var 13 år. Han medverkade i sin första film, Himlen tur eller retur?, år 1991. Han fick sitt stora genombrott år 1997 då han medverkade i filmen Ett päron till farsa i Las Vegas. Sedan dess har han medverkat i många fler komedier, och även i skräckfilmer och thrillers.

## Filmografi (urval)
- 1991 – Himlen tur eller retur?
- 1993 – Äventyret i Kalahariöknen
- 1995 – Empire Records
- 1996 – That Thing You Do
- 1996 – Den vita stormen
- 1997 – Ett päron till farsa i Las Vegas
- 1998 – Alla var där
- 1998 – Inte som andra
- 2002 – Sweet Home Alabama
- 2004 – Harold & Kumar Go to White Castle
- 2006–2008 – Brotherhood (TV-serie)
- 2007 – Vacancy
- 2008 – Eagle Eye
- 2010 - House, avsnitt The Down Low (gästroll i TV-serie)
- 2015–2019 – Grace and Frankie (TV-serie)
- 2025 – Christy
- 2026 – Scream 7